# Soumaila Coulibaly
Soumaila Coulibaly (Bamako, Malí, 15 de abril de 1978) es un exfutbolista maliense que se desempeñaba como defensa o centrocampista defensivo.

## Clubes
| Club                     | País     | Año         | Partidos | Goles |
| Djoliba AC               | Mali     | 1995 - 1997 | 16       | 3     |
| Zamalek SC               | Egipto   | 1997 - 2000 | 32       | 6     |
| SC Friburgo              | Alemania | 2000 - 2007 | 210      | 37    |
| Borussia Mönchengladbach | Alemania | 2007 - 2009 | 30       | 3     |
| FSV Frankfurt            | Alemania | 2009 - 2010 | 9        | 0     |
| Yanbian Funde FC         | China    | 2011 - 2012 | 31       | 7     |